# Étienne Bally
Étienne Marcel Bally (17. dubna 1923 Vénissieux – 10. ledna 2018) byl francouzský atlet, sprinter, mistr Evropy v běhu na 100 metrů i 200 metrů z roku 1950.

## Sportovní kariéra
Startoval na evropském šampionátu v Oslo v roce 1946, kde doběhl ve finále běhu na 100 metrů čtvrtý. O rok později vytvořil nejlepší osobní výkon na této trati – 10,5 s. Na olympiádě v Londýně v roce 1948 na trati 100 metrů nepostoupil z rozběhu. Největšího úspěchu dosáhl na mistrovství Evropy v Bruselu v roce 1950. Zvítězil v běhu na 100 metrů, na dvojnásobné trati i ve štafetě na 4 x 100 metrů získal stříbrnou medaili.